# クリストファー・シンドラー
クリストファー・ヴォルフガング・ゲオルク・アウグスト・シンドラー（Christopher Wolfgang Georg August Schindler ドイツ語発音: [ˈkʀɪstɔfɐ ˈʃɪndlɐ],  1990年4月29日 - ）は、ドイツ・バイエルン州ミュンヘン出身の元プロサッカー選手。現役時代のポジションはDF。

## 来歴
1999年のTSV1860ミュンヘンに入団し、2009年にプロ契約。2010年にトップチームに昇格し、2015-16シーズンまで主力として活躍した。
2016年6月29日、当時フットボールリーグ・チャンピオンシップ（実質2部）に所属していたハダースフィールド・タウンFCに、クラブ史上最高の移籍金で契約。加入1年目の2016-17シーズンは47試合に出場。チームは昇格プレーオフに進み、決勝戦でレディングFCを下し、チーム創設初のプレミアリーグ昇格。2017年7月24日に2020年までの契約延長に合意。シンドラー自身も初のトップリーグでの闘いとなった2017-18シーズンは37試合とほぼフル出場を果たし、残留争いを繰り広げるチーム状況の中、最終ラインで奮闘し、トップリーグ残留に貢献した。
2021年5月11日、1.FCニュルンベルクに移籍した。

## 代表歴
2011年から2年間、U-21のドイツ代表に召集された経験を持つ。